# Élections municipales de 1995 à Séville
Les élections municipales de 1995 à Séville (en espagnol : elecciones municipales de 1995 en Sevilla) se tiennent le dimanche 28 mai 1995, afin d'élire les 33 conseillers municipaux de Séville pour un mandat de quatre ans.

## Contexte
Le 15 juin 1991, le candidat nationaliste, Alejandro Rojas-Marcos (es), est élu maire de Séville par le conseil municipal, avec le soutien des 9 élus de son groupe et des 8 élus du Parti populaire.

## Mode de scrutin

### Conditions de candidature
Peuvent présenter des candidatures, : 
- les partis et fédérations de partis inscrits auprès des autorités ;
- les coalitions de partis et/ou fédérations inscrites auprès de la commission électorale au plus tard dix jours après la convocation du scrutin ;
- et les électeurs de la commune, s'ils représentent au moins 5 000 parrainages.

### Répartition des sièges
Le nombre de conseillers municipaux est établi en fonction de la population de la commune. Les communes de plus de 100 001 habitants comptent 25 conseillers et un conseiller supplémentaire pour 100 000 habitants ou fraction, ainsi qu'un conseiller supplémentaire si le total de conseillers municipaux constitue un nombre pair. Séville comptant officiellement 714 148 habitants recensés à la fin de l'année 1994, elle dispose de 33 conseillers municipaux.
Seules les listes ayant recueilli au moins 5 % des suffrages valides — qui constitue le total des suffrages exprimés et des bulletins blancs — peuvent participer à la répartition des sièges à pourvoir dans cette même circonscription, qui s'organise en suivant différentes étapes : 
- les listes sont classées en une colonne par ordre décroissant du nombre de suffrages obtenus ;
- les suffrages de chaque liste sont divisés par 1, 2, 3... jusqu'au nombre de députés à élire afin de former un tableau ;
- les mandats sont attribués selon l'ordre décroissant des quotients ainsi obtenus[5],[6],[7].

### Élection du maire
Le maire est élu par le conseil municipal, parmi les conseillers municipaux ayant occupé la première place de leurs listes respectives. Est élu maire celui qui recueille le soutien de la majorité absolue des conseillers. Si aucun candidat n'atteint cette majorité, le conseiller municipal ayant occupé la première place de la liste qui a recueilli le plus grand nombre de suffrages est proclamé maire.

## Campagne

### Principales listes
| Force politique | Force politique                                                                                              | Force politique | Idéologie                                                          | Tête de liste                                            | Résultats en 1991       |
| --------------- | --- | --------------- | ------------------------------------------------------------------ | -------------------------------------------------------- | ----------------------- |
|                 | Parti socialiste ouvrier espagnol (es) Partido Socialista Obrero Español                                     | PSOE            | Centre gauche Social-démocratie, progressisme                      | José Rodríguez de la Borbolla (Ex-président de la Junte) | 38,6 % des voix 12 élus |
|                 | Partido Andalucista (fr) Parti andalouciste                                                                  | PA              | Centre gauche Social-démocratie, fédéralisme, nationalisme         | Alejandro Rojas-Marcos (es) (Maire)                      | 27,6 % des voix 9 élus  |
|                 | Parti populaire (es) Partido Popular                                                                         | PP              | Centre droit à droite Libéral-conservatisme, démocratie chrétienne | Soledad Becerril (Première adjointe)                     | 24,4 % des voix 8 élus  |
|                 | Gauche unie Les Verts – Appel pour l'Andalousie (es) Izquierda Unida Los Verdes - Convocatoria por Andalucía | IULV-CA         | Gauche Communisme, écologisme, nationalisme                        | Luis Pizarro                                             | 6,9 % des voix 2 élus   |

## Résultats
|                        |                                                           |         |       |       |        |               |  |  |  |  |  |  |  |  |
| Parti                  | Parti                                                     | Voix    | %     | +/-   | Sièges | +/-           |  |  |  |  |  |  |  |  |
|                        | Parti populaire (PP)                                      | 107 446 | 30,44 | 6,09  | 10     | 2             |  |  |  |  |  |  |  |  |
|                        | Parti socialiste ouvrier espagnol (PSOE)                  | 100 729 | 28,54 | 10,03 | 10     | 2             |  |  |  |  |  |  |  |  |
|                        | Partido Andalucista (PA)                                  | 92 417  | 26,19 | 1,36  | 9      | en stagnation |  |  |  |  |  |  |  |  |
|                        | Gauche unie Les Verts – Appel pour l'Andalousie (IULV-CA) | 45 416  | 12,87 | 6,01  | 4      | 2             |  |  |  |  |  |  |  |  |
|                        | Autres partis                                             | 2 100   | 0,60  | -     | 0      | -             |  |  |  |  |  |  |  |  |
|                        | Vote blanc                                                | 4 826   | 1,37  | 0,58  |        |               |  |  |  |  |  |  |  |  |
|                        |                                                           |         |       |       |        |               |  |  |  |  |  |  |  |  |
| Suffrages exprimés     | Suffrages exprimés                                        | 352 934 | 99,61 |       |        |               |  |  |  |  |  |  |  |  |
| Votes nuls             | Votes nuls                                                | 1 397   | 0,39  |       |        |               |  |  |  |  |  |  |  |  |
| Total                  | Total                                                     | 354 331 | 100   | -     | 33     | 2             |  |  |  |  |  |  |  |  |
| Abstention             | Abstention                                                | 205 120 | 36,66 |       |        |               |  |  |  |  |  |  |  |  |
| Inscrits/Participation | Inscrits/Participation                                    | 559 451 | 63,34 |       |        |               |  |  |  |  |  |  |  |  |

## Suites
Le 17 juin 1995, à 2 heures du matin, le Parti populaire et le Partido Andalucista parviennent à un accord pour reconduire leur coalition. Quelques heures plus tard, la candidate du PP, Soledad Becerril, est élue maire de Séville. Elle l'aurait été même sans le soutien du PA, comme tête de la liste arrivée en tête, mais aurait gouverné en grande minorité. Elle interchange ainsi son rôle avec le maire sortant, Alejandro Rojas-Marcos (es), qui devient son premier adjoint.